# Bistreț (sit SPA)
Bistreț este o zonă protejată (arie de protecție specială avifaunistică - SPA) situată în județul Dolj, pe teritoriile administrative ale comunelor Bistreț și Cârna.

## Localizare
Aria naturală se află în extremitatea central-sudică a județului Dolj (în Lunca Dunării), în imediata apropiere de drumul național DN55A, care leagă orașul Bechet de Calafat.

## Descriere
Zona a fost declarată Arie de Protecție Specială Avifaunistică prin Hotărârea  de Guvern nr. 1284 din 24 octombrie 2007 (privind declararea ariilor de protecție specială avifaunistică ca parte integrantă a rețelei ecologice europene Natura 2000 în România) și se întinde pe o suprafață de 1.916 hectare, pe suprafața teritorială a sitului aflându-se și Lacul Bistreț. Situl Bistreț (începând din iulie 2012) este protejat prin Convenția Ramsar ca zonă umedă de importanță internațională .
Aria protejată (încadrată în bioregiunea geografică continentală) reprezintă o zonă naturală (lacuri, râuri, mlaștini, turbării, pajiști) ce asigură condiții de hrană, cuibărit și viețuire pentru mai multe specii de păsări migratoare, de pasaj sau sedentare (unele protejate prin lege), aflate pe coridorul de migrație al râului Jiu.

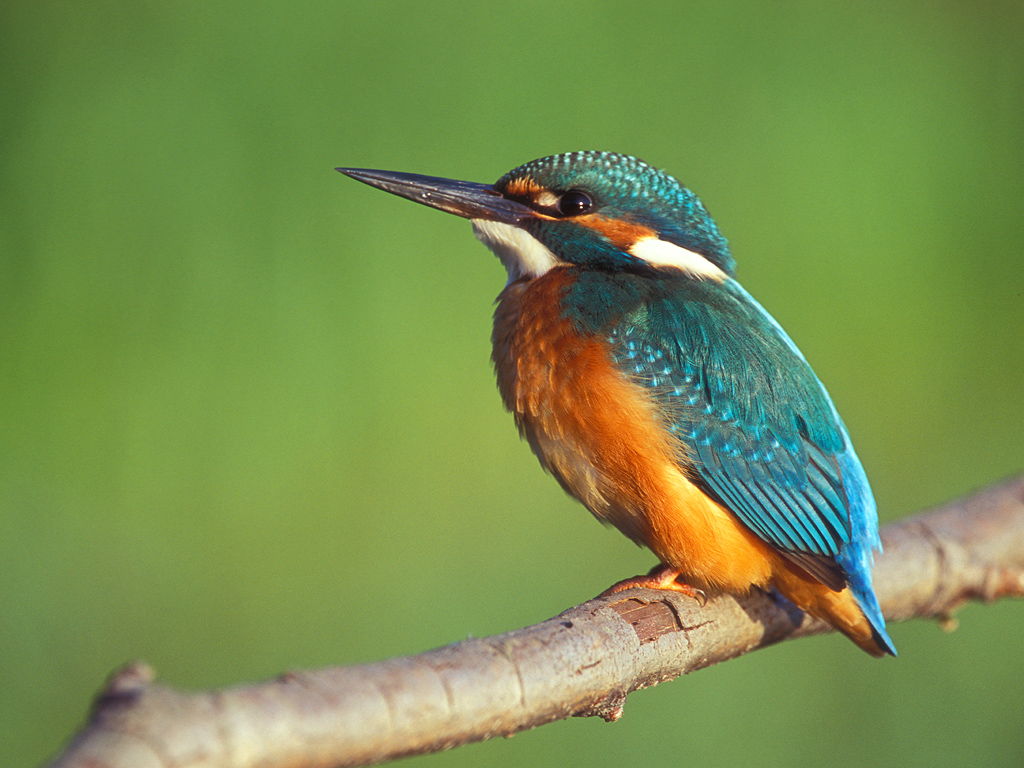
Pescăruş albastru (Alcedo atthis)

În arealul sitului este semnalată prezența mai multor păsări cu specii de: barză albă (Ciconia ciconia), barză neagră (Ciconia nigra), gârliță mică (Anser erythropus), gâscă-cu-gât-roșu (Branta ruficollis), pelican comun (Pelecanus onocrotalus), lebădă de iarnă (Cygnus cygnus), buhai de baltă (Botaurus stellaris), bătăuș (Philomachus pugnax), stârc roșu (Ardea purpurea), stârc de noapte (Nycticorax nyctricorax), stârc pitic (Ixobrychus minutus), erete vânăt (Circus cyaneus), cresteț cenușiu (Porzana parva), chirighiță neagră (Chlidonias niger), chirighiță-cu-obraz-alb (Chlidonias hybridus), chiră de baltă (Sterna hirundo) sau pescăruș albastru (Alcedo atthis), precum și specii cuibăritoare, dintre care: rața roșie (Aythya nyroca), lopătar (Platalea leucorodia), erete-de-stuf (Circus aeruginosus), egretă mică (Egretta garzetta) sau stârc galben (Ardeola ralloides)

## Căi de acces
- Drumul național DN55A pe ruta: Calafat - Poiana Mare - Piscu Vechi - Rast - Bistreț